# Ghada Hatem-Gantzer
Pour les articles homonymes, voir Gantzer et Hatem.
Ghada Hatem-Gantzer, parfois simplement désignée par son nom de naissance Ghada Hatem, est une gynécologue-obstétricienne franco-libanaise, née en 1959 à Hammana au Liban.
En 2016, elle fonde la Maison des femmes à Saint-Denis, première structure en France à offrir une prise en charge globale des femmes victimes de violences et de l'excision.

## Jeunesse, formation et vie personnelle
Ghada Hatem naît en 1959, au Liban. Élève au lycée français de Beyrouth, elle quitte le Liban, alors en proie à une guerre civile, en 1977. Elle dira que son expérience de la guerre aura développé chez elle « une intolérance à toute forme de violence ».
Elle vient alors étudier la médecine à Paris, à l’hôpital Necker-Enfants malades. Elle se spécialise en gynécologie obstétrique.
Après quelques années d'exercice, elle suit un premier master en management médical en 1994, puis à nouveau en 2011 à l'ESCP Europe, à Paris.
Elle est mère de trois enfants.

## Carrière
Ghada Hatem démarre en tant qu’interne puis devient cheffe de clinique en gynécologie-obstétrique, à l'hôpital Saint-Vincent de Paul, de 1988 à 1991.
Elle rejoint la maternité des Bluets en 1991 en qualité de cheffe de service, dans laquelle Fernand Lamaze (1891-1957), défendeur de l'accouchement sans douleur a longtemps exercé. En 2003, elle rejoint la maternité de l'hôpital militaire Bégin à Saint-Mandé.
En 2011, elle est cheffe du service maternité à l'hôpital Delafontaine de Saint Denis. Les personnes qui fréquentent cet hôpital sont originaires de nombreux pays et sont parfois dans une grande précarité. Elle y crée un centre de prise en charge de l'infertilité, et une unité de prise en charge des cancers du sein en partenariat avec l'Institut Curie.
Cette maternité pratique 4 500 accouchements par an. Les femmes excisées représentent 14 à 16 % des parturientes de l'hôpital. Ghada Hatem-Gantzer et trois autres spécialistes de la chirurgie se forment auprès de l'urologue Pierre Foldes et créent un service de reconstruction et réparation des mutilations sexuelles.
Vivement intéressée par les conséquences des violences sur la santé et l’émergence de la médecine de la violence, elle comprend également que celles-ci sont aggravées par la précarité.
Dans le département, les problématiques habituelles de vulnérabilités sont majorées par la précarité et l’immigration. Les parcours, particulièrement difficiles, de certaines patientes, l'ont motivée à fonder un lieu dédié qui prenne en charge la santé physique et psychique des femmes, et qui regroupe en un seul endroit tous les professionnels dont les femmes ont besoin pour se reconstruire.
La maternité, bien que rénovée, est à l'étroit dans ses locaux : Ghada Hatem-Gantzer décide alors de construire une Maison des femmes afin de proposer une prise en charge globale des femmes.
En 2019, Ghada Hatem représente la Maison des femmes au sein de la commission santé du Grenelle des violences faites aux femmes.
Par ailleurs, elle est présidente du CEGORIF (Cercle d’études des gynécologues-obstétriciens de la région Île-de-France), du conseil d’administration de l’AUDIPOG et membre du Collège national des gynécologues et obstétriciens français.

## Maison des femmes
Le 8 mars 2014, la première pierre de la Maison des femmes est posée à Saint-Denis, alors que le projet n'est pas encore financé.
Ghada Hatem-Gantzer se met en quête de financements auprès des collectivités mais aussi de nombreuses fondations privées. Elle reçoit le soutien politique de Stéphane Troussel, président du Conseil départemental de Seine-Saint-Denis, Mathieu Hanotin, député de Seine-Saint-Denis et Didier Paillard, maire de Saint-Denis. Ainsi, la Maison des femmes est financée par des fonds à la fois publics et privés. L'État, les collectivités locales et la région Île-de-France participent au projet pour deux tiers. Une douzaine de fondations d'entreprise soutiennent également le projet dont la Fondation d'entreprise Elle, la fondation Kering et la fondation Raja-Danièle Marcovici. La construction coûte 950 000 €. Le financement de fonctionnement de la Maison des femmes est garanti jusqu’en 2018.
L'inauguration a lieu le 8 juillet 2016. Inna Modja, chanteuse et actrice malienne excisée et réparée, en est la marraine.
Le bâtiment de 250 m-2 se trouve dans l’enceinte de l’hôpital Delafontaine. Il est directement accessible depuis la rue. Le bâtiment est de couleurs chatoyantes. Cinq arches de bois symbolisant la maison signale l'entrée du bâtiment. Les salles de consultations portent des noms de personnes qui ont œuvré pour les droits des femmes : Simone Iff, Angela Davis, Gisèle Halimi, Taslima Nasreen, Joan Baez, Niki de Saint Phalle, Huda Sharawi, Frida Kahlo et Lucien Neuwirth. Des bénévoles proposent un soutien organisationnel, des séances d'ostéopathie et de massage ayurvédique, des cours de théâtre.
La Maison des femmes s'articule autour de trois unités de soins : 
- une unité de planification familiale, pour le conseil et l'écoute en matière de contraception et d'IVG ainsi que pour la réalisation d'IVG médicales ou chirurgicales ;
- une unité dédiée aux violences faites aux femmes (viols, agressions, incestes, mutilations, violences conjugales) ;
- une unité de soins pour les femmes excisées.

À ces trois unités de soins s'ajoutent l'intervention d'associations et de bénévoles pour le volet social et juridique, un accompagnement policier et des groupes de paroles.
La Maison des femmes est un lieu d'accueil, de consultation, de prévention et d'orientation pour toutes les femmes en difficulté, qu'elles soient confrontées à une grossesse non désirée, à des violences conjugales, au mariage forcé ou à l'excision. C'est la première structure en France qui prend en charge de façon globale (médicale, sociale, juridique, psychologique, post-traumatique) les violences faites aux femmes.

## Engagements
Ghada Hatem est animée par la défense des femmes et des enfants, ce dont témoigne la création de la Maison des femmes de Saint-Denis mais ses combats dépassent les murs de la structure.
Fervente défenseuse du droit à la PMA pour toutes les femmes depuis toujours, elle en a accompagné de nombreuses avant que la loi française ne soit modifiée en 2020, ouvrant l'accès aux femmes célibataires et aux couples lesbiens. Elle a notamment fait partie des signataires du manifeste des 130 médecins réclamant une évolution de la PMA en 2016.
Elle est également à l'origine de la création du centre de PMA de l'hôpital Delafontaine à Saint-Denis.
Elle met également ses combats au service des médecins. Ainsi, elle participe, au nom de la Maison des femmes, à la rédaction de deux guides pour la Haute Autorité de santé : l'un pour aider les professionnels de santé à la prise en charge de femmes mutilées sexuellement, l'autre pour aider les médecins à repérer les femmes victimes de violences.
Avec la Maison des femmes toujours, elle est cofondatrice du collectif « Prévenir et Protéger », qui œuvre dans le domaine de la lutte contre des violences faites aux femmes et aux enfants.
En 2014, elle cosigne une lettre pour que l'« avortement soit libre » à l'appel de Médecins du monde dans le cadre de la campagne intitulée « Names not Numbers ».
En 2018, elle cosigne une tribune libre dans Le Monde pour alerter des dangers de l'exposition des enfants à la  pornographie en ligne.
En 2020, elle cosigne une tribune dans Libération pour alerter les pouvoirs publics sur les violences faites aux femmes et réclamer la mise en place de moyens concrets.
Elle se bat également pour continuer à défendre et à étendre le droit à l'IVG. Déjà lorsqu'elle pratiquait la médecine à l'Hôpital militaire de Bégin, son combat a été de doter la maternité d'un centre IVG.
En avril 2020, pendant la pandémie de Covid-19 en France, elle initie avec Philippe Faucher et Maud Gelly un manifeste publié dans le journal Le Monde demandant l'assouplissement de la réglementation sur l'IVG pour permettre aux femmes d'avorter à domicile jusqu'à 9 semaines d'aménorrhée par méthode médicamenteuse et jusqu'à 16 semaines d'aménorrhée par méthode instrumentale. Ce manifeste sera signé par près de 300 médecins et soutenus par près de 3 000 personnes, dont de nombreuses personnalités du monde politique et culturel ; il aboutira à la mise en place de l'IVG médicamenteuse à domicile et en ville jusqu'à 9 semaines d'aménorrhée avec la possibilité de consultations par télémédecine.
Pour amener le changement, le docteur Hatem croit au pouvoir de la jeunesse et c'est aussi à cette jeunesse qu'elle dédie aujourd'hui beaucoup de temps. En participant au programme “des gynécologues à la rencontre des ados”, elle sillonne les établissements pour sensibiliser les jeunes aux questions de sexualité et de violence.
En avril 2023, Ghada Hatem cosigne avec Élisabeth Badinter, Jean-François Mattei, Israël Nisand une tribune publiée dans le journal Le Point attaquant le Planning Familial accusé d'être un refuge de « militants transactivistes » et demander l'interdiction des formations sur l'éducation à la sexualité dispensées auprès des écoliers et des lycéens par cette association ainsi qu'un contrôle de son financement public,,.

## Décorations
- Chevalier de la Légion d'honneur (2015)[37].
- Officier de l'ordre national du Mérite (2021)

## Distinctions
En 2018, elle reçoit le prix Simone-Veil des Trophées ELLE de France 2018 pour la région Ile-de-France, décerné par le public pour son dévouement à la cause des femmes.
En 2019, elle est lauréate du prix du centenaire du Zonta International ; ce prix rend hommage à des personnes et organisations qui ont apporté une contribution significative à l'autonomisation des femmes.

## Publications
- Le sexe et l'amour dans la vraie vie, coécrit avec Clémentine Du Pontavice, First, 2020
- Aux pays du machisme ordinaire, entretien avec José Lenzini, L’Aube, 2020

Participation
- Lettres à Marie Curie, réunies par Jean-Marc Lévy-Leblond, éditions Thierry Marchaisse, 2020
- Réparer l'intime : l'atelier de La Maison des femmes, Louise Oligny et Clémentine Du Pontavice, éditions Thierry Marchaisse, 2021